# Transformační systemická terapie
Transformační systemická terapie vychází z terapeutického modelu růstu Virginie Satirové (1916–1988), rozvinutého následně jejími spolupracovníky, především Johnem Banmenem.
Jde o zážitkovou terapii, zaměřenou primárně na vnitřní změnu klienta, která pak má vliv na jeho interpersonálni vztahy.
Terapie je zážitková, systemická, pozitivně orientovaná a zaměřená na změnu. Důležitá je při ní osobnost terapeuta a důraz je kladen na zvýšení sebeúcty klienta, posílení jeho schopnosti rozhodovat, přijetí odpovědnosti a kongruenci.

## Základní předpoklady modelu růstu
- Lidské procesy jsou univerzální
- Všichni lidé mají vnitřní zdroje, které potřebují k vypořádání se s jakoukoliv životní situací
- Problémem není "problém", ale to, jak se s ním lidé vypořádávají
- Symptom je podvědomé řešení problému
- Terapie se musí soustředit na zdraví a možnosti, ne na problémy a patologie
- Změna je vždy možná
- Minulost nezměníme, ale můžeme měnit dopady minulosti na nás
- Lidé vždy dělají to nejlepší, co v dané chvíli mohou
- Pocity nám patří a dokážeme se naučit je ovládat
- Celistvost, růst a vývoj jsou přirozené lidské procesy
- Naděje je podstatným prvkem pro nastolení změny
- Jsme duchovní bytosti v lidském těle

## Použití
Využívá se při práci s jednotlivci, páry, rodinami a v dětské terapii. V Kanadě vychází od roku 2007 The Satir Journal věnovaný satirovské transformační systemické terapii a od roku 2013 pak i Satir International Journal.